# Pyrrhula aurantiaca
Pyrrhula aurantiaca là một loài chim trong họ Fringillidae.